# Archibald Vincent Arnold
Archibald Vincent Arnold (ur. 24 lutego 1889, zm. 4 stycznia 1973) – generał major United States Army podczas II wojny światowej. 

## Życiorys
Arnold był zastępcą dowódcy 7 Dywizji Piechoty podczas walk o Wyspy Aleuckie. Zajmował on to stanowisko w dowództwie 7 Dywizji przez resztę wojny na Pacyfiku dopóki nie został on mianowany na dowódcę 7 Dywizji. 
Był dowódcą 7. Dywizji Piechoty podczas kampanii filipińskiej i bitwy o Okinawę. Za swoją służbę podczas II wojny światowej został odznaczony Distinguished Service Medal.
Po wojnie został mianowany gubernatorem wojskowym Korei. Był głównym amerykańskim delegatem we Wspólnym amerykańsko-radzieckim Komitecie, który znajdował się w Seulu w Korei Południowej w styczniu 1946 roku, a następnie we Wspólnej amerykańsko-radzieckiej Komisji w kwietniu 1946 roku. Głównym zadaniem Komisji było ponowne połączenie Korei Północnej z Południową, po tym jak Półwysep Koreański został podzielony przez State War Navy Coordinating Committee w 1945 roku.